# Xe kéo rơ moóc

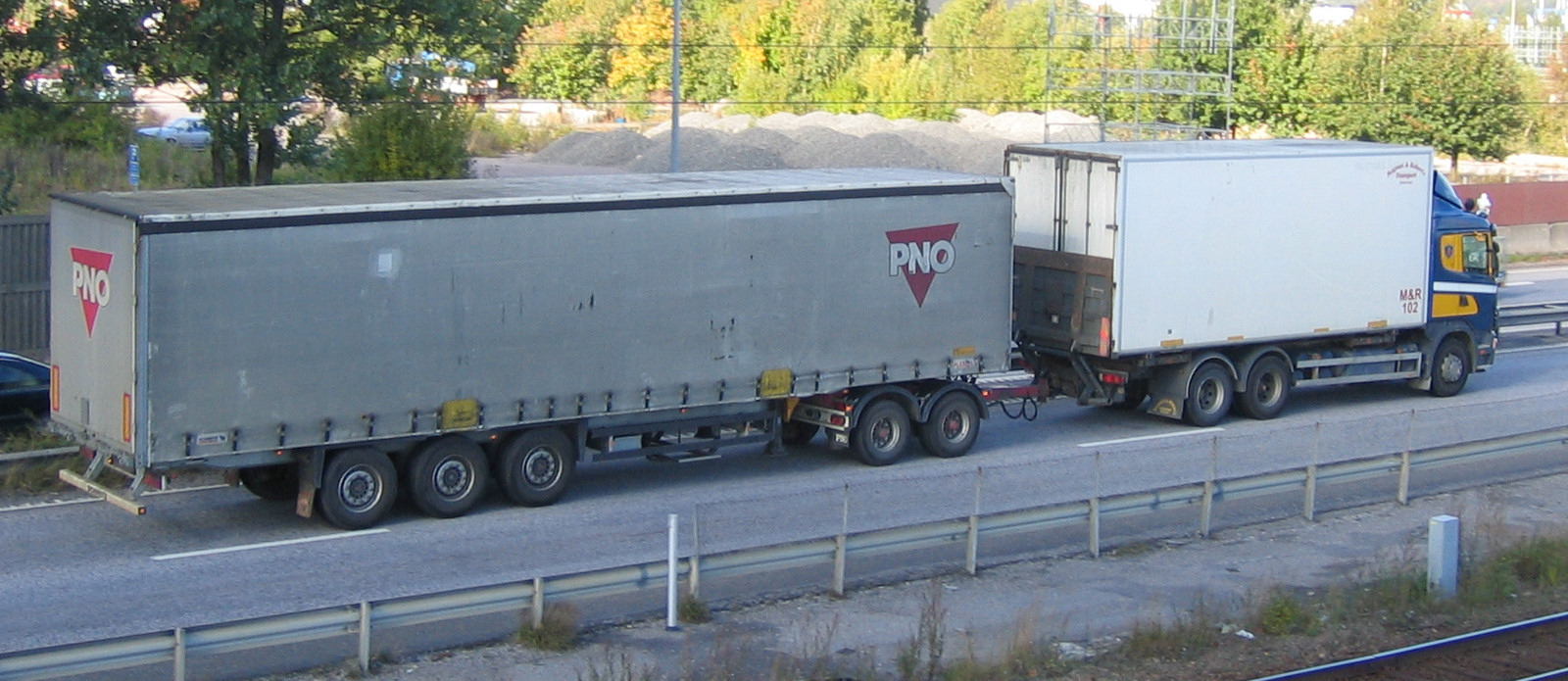
Một chiếc xe tải có móc kéo

Xe móc kéo nói chung là một phương tiện kéo bởi một chiếc xe chạy bằng điện, động cơ. Nó thường được sử dụng cho việc vận chuyển hàng hóa và nguyên vật liệu.
Đôi khi xe giải trí, xe kéo du lịch, hoặc nhà di động với phương tiện sinh hoạt hạn chế, nơi mọi người có thể cắm trại hoặc ngủ lại trong xe cũng được gọi là xe móc kéo.